# Crucifixión (Antonello da Messina)
La Crucifixión, en italiano Crocifissione, es tema de tres pinturas diferentes obra del pintor renacentista italiano Antonello da Messina; las dos primeras fueron completadas alrededor del año 1454/1455, la tercera en 1475. Se conservan en el Museo Nacional Brukenthal, Sibiu (Rumanía), el Museo Real de Bellas Artes de Amberes, Bélgica y en la National Gallery de Londres, respectivamente.
La Crucifixión de Amberes representa a Cristo crucificado entre los dos ladrones, con la Virgen María y Juan el Evangelista sentados en el suelo. La obra muestra un paisaje típico de la escuela flamenca en la parte inferior; la bien diseñada disposición especial de las cruces en la parte superior demuestra un conocimiento pleno del innovador métoco de la perspectiva conocida en el arte italiano de la época. El estudioso italiano Roberto Longhi afirmaba que la parte superior fue añadida varios años más tarde.